# Formiato de hexila
Formiato de hexila (outros nomes com formato ou metanoato no lugar de formiato, e (n-)hexil(a/o) no lugar de hexila) é um éster.